# Патерсон Тауншип (Пенсилванија)
Патерсон Тауншип (енгл. Patterson Township) град је у америчкој савезној држави Пенсилванија.

## Демографија
По попису из 2000. године број становника је 3.197.
| Група             | 2000.         | 2010.    |
| Белци             | 3.096 (96,8%) | 0 (0,0%) |
| Афроамериканци    | 47 (1,5%)     | 0 (0,0%) |
| Азијати           | 2 (0,1%)      | 0 (0,0%) |
| Хиспаноамериканци | 21 (0,7%)     | 0 (0,0%) |
| Укупно            | 3.197         | 0        |